# CS Sportul Studențesc București
CS Sportul Studențesc București este un club de hochei pe gheață din București, România care evolueaza in Liga Națională de hochei.

## Jucători

### 2010-2011
| Portari | Portari              |
| ------- | -------------------- |
| 35      | România Bogdan Popa  |
| 88      | România Mircea Bratu |

| Atacanți | Atacanți                 |
| -------- | ------------------------ |
| 9        | România Dincă Garbiel    |
| 10       | România Andrei Dumitru   |
| 25       | România Istvan Sandor    |
| 17       | România Alin Petrea      |
| 86       | România Ionuț Dinu       |
| 22       | România Tanko Szilard    |
| 69       | România Andrei Ligă      |
| 87       | România Marius Haba      |
| 17       | România Liviu Curcă      |
| 80       | România Vlad Slave       |
| 44       | România Bogdan Stoicescu |
| 68       | România Robert Pogăcean  |
| 21       | România Victor Vlad      |
| 11       | România Daniel Tănase    |
| 56       | România Andrei Dumitru   |